# Акула великоока гакозуба
Великоока акула гакозуба (Chaenogaleus macrostoma) — єдиний вид роду Гакозуба великоока акула родини Великоокі акули. Інша назва «акула-кривий зуб».

## Опис
Загальна довжина досягає 1,25 см. Середні розміри — 75-95 см. Спостерігається статевий диморфізм: самиці більше за самців. Голова помірно довга, трохи кутувата. Очі великі, як й у всіх представників своєї родини. Має мигальну перетинку. За ними розташовані невеличкі бризкальця. Рот довгий, сильно зігнутий. На верхній щелепи розташовано — 33-38 робочих зубів. Вони широкі, зігнуті до кутів рота, на однієї з крайок присутні великі зубчики, що являють додаткові верхівки. На нижній щелепі — 34-36 робочих зубів, які довгі, вузькі, гакоподібні. Звідси походить назва цієї акули. При закритій щелепі зуби задньої щелепи стирчать назовні. У неї 5 пар довгих зябрових щілин. Тулуб стрункий. Грудні плавці помірно довгі, увігнуті. Має 2 спинних плавця, з яких перший перевершує задній. Перший спинний плавець трикутної форми, з увігнутим заднім краєм. Розташовано позаду грудних плавців. Задній спинний плавець — навпроти анального. Анальний менший за задній плавець. Хвостовий плавець гетероцеркальний: верхня лопать дуже добре розвинена, довга, нижня лопать — маленька.
Забарвлення сіре або сіро-бронзове. Черево має білий колір. Іноді кінчики плавців темніше за загальний фон.

## Спосіб життя
Тримається на глибині до 60 м, континентального шельфу. Воліє до прибережних районів, мілини. Живиться дрібною рибою, головоногими молюсками, ракоподібними та морськими черв'яками.
Статева зрілість настає при розмірі 70 см. Це живородна акула. Самиця народжує до 4 акуленят завдовжки 20 см.
Є об'єктом інтенсивного вилову. М'ясо їстівне, органи використовуються для виробництва рибного борошна.
Для людини небезпеки не становить.

## Розповсюдження
Мешкає від Перської затоки до Таїланду та західних районів Малайського архіпелагу, а також від островів Індонезії до південно-східного узбережжя Китаю та Тайваню.